# Z1 Televizija
Z1 televizija (nekad Zagrebačka televizija i TV Sljeme) je lokalna komercijalna televizijska postaja iz grada Zagreba u Republici Hrvatskoj.
Druga zagrebačka televizija – TV Sljeme – s emitiranjem je započela 13. ožujka 2003. godine s koncesijom za grad Zagreb. Prvi glavni urednik bio je Branko Kuzele. Početkom 2006. godine Z1 televizija promijenila je vlasničku strukturu i uvela novu programsku shemu u kojoj se posebna pozornost obraća informativnom i zabavnom programu.
Na zagrebačkoj televiziji između ostalih emisija nalazile su se i vrlo popularne emisije poput "Noćne more Željka Malnara", prijenosi NFL-a, "Večernji pressing Nevena Cvijanovića", "Vježbanje demokracije Branka Vukšića", "Index Maria Mohenskog", "Ćiroskop Miroslava Blaževića", "Opasne veze Tihomira Dujmovića", "Rubala show dr. Drage Rubale", "Vesna Kljajić uživo", "Županijskih 60 Ive Krištića", "Sport nedjeljom" itd.

## Pokrivenost
S RTV Tornja na Sljemenu na K40 UHF-a u MUX M2 Z1 TV se može pratiti na cijelom području digitalne regije D4 (Grad Zagreb, Zagrebačka županija, Krapinsko-zagorska županija, dio Sisačko-moslavačke županije i dio Karlovačke županije) na kojem živi oko milijun i pol gledatelja.
Z1 emitira svoj program i putem satelita Eutelsat 16A na poziciji 16° istočno (DVB-S2, 11595 H, SR 30000, FEC 3/4), pa je tako dostupna u cijeloj Europi.

## Trenutno na rasporedu
U jesenskoj programskoj shemi 2018. godine, Z1 televizija trenutno emitira 29 emisija:

### Informativne emisije
- Bez pardona - kontakt emisija
- Branitelji danas - informativna emisija o hrvatskim braniteljima
- Bujica - politička razgovorna emisija Velimira Bujanca
- Dogmatica - autorska emisija 1na1 Željka Matića
- Izjave tjedna - pregleda tjedna
- Kronike Velike Gorice - informativna emisija o gradu Velika Gorica
- Mirovinski odrezak - informativna emisija namijenjena umirovljenicima i osobama treće životne dobi
- Naglasak dana - petominutna dnevna informativna emisija
- ZIP-BLIC vijesti - kratke blic vijesti radnim danom u 21:10h
- ZIP-Središnje vijest - središnja informativna emisija svakoga dana u 18 sati
- ZOOM Zagreb - dnevno politički-informativni panel uživo

### Dokumentarne emisije
- 100 zagrebačkih priča - dokumentarna emisija
- Europa u fokusu - dokumentarna emisija
- Od polja do stola - dokumentarna emisija
- Rotor - dokumentarna emisija
- Zagrebački leksikon - dokumentarna emisija

### Obrazovne i vjerske emisije
- Isti smo
- Nacionalne manjine
- O nama za Vas
- S druge strane
- Sveučilini Zagreb
- Školska liga
- Čovjek i Bog

### Zabavne emisije
- Autoservis - automoto emisija
- Celebrity Makeover - makeover emisija Borisa Kosmača
- Nemoguća emisija - večernja zabavna emisija
- Rubala show - glazbeni show dr. Drage Rubale
- Zagrebe, dobro jutro - jutarnja emisija uživo
- Zagrljaj ljepote

## Zabrane emitiranja
Prva zabrana emitiranja Z1 televizije donesena je 2016. godine zbog govora mržnje u emisiji Markov trg. Odluku o prestanku emitiranja programa donijelo je Vijeće za elektroničke medije nakon što je voditelj Marko Jurič emisiju Markov trg odjavio riječima: “Poruka Zagrepčanima, svima koji se šeću Cvjetnim trgom: budite oprezni budući da je u blizini crkva u kojoj stoluju, da parafraziram jednog srpskog ministra, četnički vikari. Pripazite kada se šećete Cvjetnim trgom, pogotovo majke s djecom, da ne bi koji od tih četničkih vikara istrčao iz crkve i u svojoj maniri klanja izveo svoj krvavi pir na našem najljepšem zagrebačkom trgu koji bi možda trebalo obilježiti tablama ‘pazi, oštar četnik u blizini'". Vijeće je navedeno okarakteriziralo kao "pogodovanje poticanju i širenju mržnje ili diskriminaciju na osnovi rase ili etničke pripadnosti ili boje kože, spola, jezika, vjere, političkog ili drugog uvjerenja, nacionalnog ili socijalnog podrijetla. (...)". Privremeno oduzimanje koncesije započelo je 26. siječnja 2016. godine u 00:00 sati te je zabrana trajala tri dana. Zbog navedene odluke, oko pet tisuća prosvjednika skupilo se ispred zgrade Vijeća i burno negodovalo zbog navedene odluke.
Druga zabrana emitiranja donesena je u 2018. godini zbog govora mržnje utvrđenoga u emisiji Bujica voditelja Velimira Bujanca od 5. studenoga 2018. godine. Zabranu emitiranja osim Z1 televizije, dobile su i ostale partnerske televizije koje su emitirane navedenu emisiju: SBTV, Osječka televizija, Srca TV, Adriatic TV i TV Jadran. Zbog emitiranja i reprize emisije Z1 televizija kažnjena je s 24 sata zabranom emitiranja programa na dan 3. prosinca 2018. godine.

## Vanjske poveznice
- Službene stranice Z1 televizije